# 里小牧站
里小牧站（日语：／ Satokomaki eki */?）是位於愛知縣葉栗郡木曾川町里小牧（現在一宮市木曾川町里小牧），名古屋鐵道尾西線的車站。
此站位於尾西線已廢除區間（玉之井站至木曾川港站）。

## 歷史
- 1922年（大正11年）8月1日 - 尾西鐵道玉之井站至木曾川橋站之間開設此站[注 1][2]。
- 1925年（大正14年）8月1日 - 在被收購後，成為名古屋鐵道尾西線車站。
- 1944年（昭和19年）3月21日 - 奧町站至木曾川港站之間被指定為不要不急線，因此該區間暫停營運，此站也暫停營運。
- 1959年（昭和34年）11月25日 - 玉之井站至木曾川港站之間廢除，此站也廢除。

## 現時
- 車站遺址現時是私人土地，變為了喫茶店的停車場。
- 車站遺址是位於東海道本線木曾川站西邊約1.5公里附近。

## 相鄰車站
所屬路線與相鄰車站取自營業時代。
名古屋鐵道
尾西線
玉之井－里小牧－木曾川橋

## 注腳